# Chiesa di Sant'Andrea (Montebuono)
La chiesa di Sant'Andrea è un edificio religioso situato a Montebuono, nel comune di Sorano in provincia di Grosseto.

## Storia
La chiesa fu edificata durante il periodo medievale, quasi certamente tra il XIII e il XIV secolo, quando risultava essere già una parrocchia con l'attuale denominazione. Durante i secoli successivi, l'edificio religioso ha subito vari interventi di ristrutturazione e di restauro, che hanno comportato alcune modifiche, pur lasciando sostanzialmente intatto l'originario impianto. In epoca rinascimentale furono eseguiti vari lavori, tra cui anche quelli di decorazione degli interni, come testimonia un pregevole affresco venuto alla luce durante un restauro effettuato negli ultimi anni.

## Descrizione
La chiesa di Sant'Andrea, situata accanto al cimitero della frazione, si presenta ad aula rettangolare con robuste strutture murarie in pietra.
Al centro della facciata principale si apre il portale d'ingresso di forma rettangolare, preceduto da una breve gradinata, che immette all'interno dell'edificio religioso, a navata unica, ove è conservato un affresco tardorinascimentale raffigurante la Madonna con il Bambino, sant'Andrea e sant'Antonio abate: lo stile pittorico è identificabile con quello di scuola senese del XVI secolo, mentre la presenza di sant'Andrea all'interno dell'opera testimonia la preesistente dedizione al santo dell'edificio religioso.
All'esterno della chiesa si eleva il campanile a sezione quadrata, che nella parte superiore include la cella campanaria, in cui sono collocate tre campane tuttora funzionanti: la cella campanaria è racchiusa attorno alle quattro monofore ad arco, ciascuna delle quali si apre su uno dei lati che costituiscono il paramento murario del campanile. La parte sommitale della torre campanaria culmina con una cuspide slanciata che rievoca in parte lo stile gotico.